# Sarcotaces inflexus
Sarcotaces inflexus är en kräftdjursart. Sarcotaces inflexus ingår i släktet Sarcotaces och familjen Philichthyidae. Inga underarter finns listade i Catalogue of Life.